# Ilyushin Il-18
O Ilyushin IL-18 é uma aeronave comercial quadrimotor turboélice de fabricação soviética. É considerado um dos melhores aviões soviéticos de todos os tempos, com grande versatilidade na capacidade de passageiros. Criado em várias versões, foi o primeiro de uma nova geração de aviões projetados depois da Segunda Guerra, tendo voado pela primeira vez em julho de 1957.
A sua produção foi encerrada em 1978, e acredita-se que atualmente entre 150 e 200 destes aviões, em todas as versões, ainda se encontram em operação no mundo todo.